# Civilization (sèrie)
Civilization és una saga de videojocs d'estratègia per torns creada per Sid Meier per a Microprose el 1991.

## Plataformes
Civilization va ser desenvolupat originalment pel sistema operatiu MS-DOS per a PC. Va haver de suportar nombroses revisions per a diverses plataformes (fins i tot Microsoft Windows, Macintosh, Atari ST, Linux, Amiga i Super Nintendo) i actualment existeix en diverses versions, com en la plataforma de mòbils, específicament la N-Gage.

## Descripció
Civilization és un videojoc d'un sol jugador (també hi ha una versió multijugador anomenada CivNet i ambdós Civilization II i III tenen versions multijugador). El jugador pren el rol d'una civilització començant amb una simple unitat-poblador (de vegades amb dos) i tracta de construir un imperi competint amb altres civilitzacions (de 2 a 6 a Civilization I i II, fins a 24 a Civilization III).
L'objectiu del joc és dirigir aquesta civilització des del seu inici fins a arribar a l'espai o conquerir tot el planeta (que pot ser la terra o un planeta creat a l'atzar). Permet anar decidint el camí que prenen les investigacions científiques, des del maneig del ferro fins a la carrera espacial, passant per inventar l'alfabet, la medicina, la màquina de vapor, o descobrir l'electricitat, etc. Es poden fundar ciutats, construir i comandar exèrcits, dirigir la construcció de carreteres, triar la forma de govern (anarquia, monarquia, república, comunisme o democràcia), segons es van progressant en la investigació; Civilization II va afegir el fonamentalisme, encara que Civilization III ho va llevar. La diplomàcia permet relacionar-te amb altres pobles (intercanviar tecnologia, declarar la guerra o la pau, demanar-los tribut, espiar-los, incitar revolucions o comprar unitats enemigues).
Mentre les dues primeres versions van ser publicades per Microprose, la desaparició d'aquesta empresa va fer que la francesa Infogrames (posteriorment rebatejada amb l'històric nom d'Atari) adquirís els drets d'ambdós jocs i de la mateixa saga, la col·laboració amb Firaxis Games, l'empresa del creador del joc Sid Meier, van publicar Civilization III i IV.
Després de la desaparició de Microprose, els drets dels tres jocs de la sèrie han estat en possessió de l'empresa francesa Atari (abans Infogrames) fins al novembre del 2004, data en el qual van ser venuts per 15,5 milions d'euros a l'empresa Take 2 Interactive, que distribueix els productes de la franquícia a través de la seva empresa subsidiària 2K Games, per a pal·liar la dolenta situació econòmica de Atari. Firaxis i 2K Games van publicar Civilization IV l'octubre del 2005.
Civilization ha creat l'esquema que han seguit la majoria dels jocs d'estratègia basats en torns; a més, s'han creat jocs a la seva ombra, com el "Freeciv" (vegeu enllaç més a baix) o els jocs d'Activision "Civilization: Call to Power" i "Call to Power II". També Firaxis va crear un altre joc de similar mecànica però d'ambientació de ciència-ficció, el Sid Meier Alpha Centauri, publicat el 1999 i la seva continuació "Alien Crossfire". En aquests jocs es va afegir la possibilitat de dissenyar les unitats i una configuració detallada de la forma de govern (anomenada "Enginyeria Social"). Lamentablement aquestes innovacions no es van utilitzar en el Civ III. En el Civ IV es pot configurar la unitat en pujar de nivell, triant entre diferents millores.

## Civilization com a joc educatiu
Civilization pot ser considerat com a joc amb un gran component educatiu. Es tracta d'un joc d'estratègia i conquesta basat en l'evolució de la humanitat des dels seus orígens; des del naixement de les primeres ciutats fins a l'era espacial. És un joc adient per a interessar els joves per la història del món, l'organització, gestió, problemàtiques socials i econòmiques (pol·lució, guerres, fam, catàstrofes, etc.), diplomàcia (encara que de manera molt bàsica) i, per descomptat, l'aspecte militar, oferint la possibilitat d'experimentar aquesta evolució sota el mandat i direcció del jugador.
L'aspecte educatiu va estar present des del principi en el joc. Els programadors van afegir una secció al joc anomenada "Civilopèdia", això és, l'enciclopèdia de Civilization, en forma d'ajuda del joc. El jugador podia consultar-la quan volgués, podent llegir una introducció històrica sobre cada unitat militar o avenç científic. Resultava particularment interessant llegir aquestes completes i detallades descripcions a mesura que s'avançava en el joc i es feien nous descobriments. El concepte de "Civilopèdia" va tenir tal èxit que es va incorporar a diversos jocs que Microprose va publicar amb posterioritat: per exemple, la "Colonizopèdia" de Sid Meier's Colonization o la UFOpaedia de la saga "X-COM".

## Continuacions

### Civilization II
Aquest joc arribaria de la mà de Sid Meier a la consola de Playstation i els ordinadors amb una idea nova d'entre tots els jocs; començant essent una tribu nòmada, l'objectiu era crear una civilització que esdevingués perdurable en el temps i acabés liderant el planeta, des dels aspectes tecnològics, territorials i militars. Un joc per torns de durada força considerable (depenent de la partida, no només hores sinó dies efectius de joc), en el desenvolupament del qual s'havien de controlar la investigació científica, preparar la defensa de ciutats i planificació d'atacs, interaccionar militar i diplomàticament amb 6 civilitzacions més, i gestionar la civilització en temps de treva, pau i guerra. Està dissenyat per ser executat en finestra de Windows i amb una interfície amb millors gràfics que la versió anterior. Va portar grans canvis en tropes i conceptes:
-Unitats:
- Helicòpters
- Avions tipus caça
- Paracaigudistes
- Marines (que ataquen directament des d'un vaixell sense necessitat de desembarcament previ)
- Infanteria mecanitzada
- Howitzer
- Camions de Càrrega
- Míssils
- Submarins (amb capacitat de carregar míssils)
- Espies
- Elefants de guerra
- Dracs
- Creuer AEGIS

-Conceptes: 
- Es va crear el concepte de força d'atac (hitpower). Mentre que en el Civilization I, els càlculs d'èxit o fracàs en iniciar un combat tenien en compte solament el valor d'atac de cada unitat (en un càlcul probabilístic), en Civilization II hi ha un valor addicional que evita resultats d'un combat que resultin impossibles a la realitat. Per exemple, en el Civilization I, era possible que una unitat de guerrers, disponibles als prolegòmens del joc i armats amb simples pals, vencés un vaixell de guerra modern que l'ataqués, per simple càlcul de probabilitat. En Civilization II, el hitpower de la segona feia això impossible.
- Va néixer la idea de les unitats i ciutats bàrbares, que resultaven ser unitats que no pertanyien a cap civilització i que estaven permanentment en guerra amb tots els jugadors.

### Civilization III
En aquesta edició es va crear els conceptes de cultura i Zona d'influència, aquest últim com el resultat del creixement del primer. La "cultura" es guanya per mitjà de la construcció, ja sigui d'estructures que generen cultura a les ciutats com temples, catedrals, colosseus, biblioteques, etc., o per mitjà de meravelles del món, que generen molta més cultura que la construcció d'una estructura simple. La cultura es guanya per torns i, en arribar a certs nivells, s'amplia el rang de cobertura de la zona d'influència de la ciutat en qüestió. La Zona d'influència o "territori" es refereix a la zona en la qual s'exerceix sobirania per part d'una nació (més específicament, es refereix a la suma de les zones d'influència de les ciutats). Com normalment les ciutats tendeixen a estar agrupades (almenys al principi del joc), es forma gairebé un país el qual es considera territori de la nació i té una sèrie d'avantatges: 
- Els camins o vies fèrries solament funcionen per a les tropes de la mateixa nació o per a les tropes de països amics amb autorització de lliure circulació. La construcció de camins o les seves evolucions beneficia de gran manera a la nació local, ja que pot moure unitats ràpidament o enviar reforços al front en cas de guerra, mentre que una nació enemiga no es pot aprofitar de la reducció del cost de moviment en camins o ferrocarrils dels quals no en sigui propietària.
- No és possible fundar ciutats noves en territoris d'una altra nació. D'aquesta manera s'evita el problema de tenir enemics que funden ciutats en mig del territori nacional propi, a més del fet que proveïx més seguretat per a les ciutats. en tenir una àrea única on no hauria d'haver tropes enemigues de cap tipus.
- Traspassar el territori d'una altra nació es considera un acte d'agressió. En les anteriors versions de Civilization es podia presumir quan una àrea era territori enemic, per la simple proximitat a ciutats (territori proper o adjacent a ciutats), però al Civilization III està correctament demarcat per a evitar inconvenients. Això afecta els atacs marítims i amfibis, ja que ara els vaixells han de mantenir-se, fins i tot en el mar, fora del territori (marítim) de la nació.

- Es va crear el concepte de recursos, que poden ser de tres tipus: 
  - Recursos estratègics: Són els elements de la natura que es necessiten per a construir certs tipus d'armes i, per tant, certs tipus d'unitats. Per exemple, una civilització pot conèixer el maneig del ferro, però si no té almenys una mina de ferro no podrà mai crear cap unitat que requereixi el recurs del ferro, com per exemple, la creació d'una unitat d'espadatxins. Un altre exemple anàlog són els cavalls; si una civilització no posseeix el recurs estratègic dels cavalls, no serà possible construir unitats com els genets o les cavalleries.
  - Recursos de luxe: Són recursos que aporten felicitat als ciutadans d'una civilització, raó per la qual en el joc se'ls coneix com a "Luxes", és a dir, béns preuats per a la població, com poden la seda o els diamants.
  - Recursos addicionals: Són recursos que no aporten felicitat ni són indispensables per a la producció de certes unitats, sinó que augmenten algun dels ingressos de cada "casella de joc", com l'or, que augmenta justament la quantitat d'or que proveeix aqueixa casella, el blat que augmenta l'aliment, etc.

- Es va crear el concepte de comerç a major nivell que en les versions anteriors. A diferència de les versions I i II, on solament existien caravanes i rutes comercials, ara el comerç és més específic. Es poden fer "bloquejos comercials" amb les nacions aliades per a evitar que alguna d'elles comerciï amb una altra. Igualment, és possible fer acords comercials amb altres ancions, en els quals es pot comprar i vendre pràcticament qualsevol concepte, des de la compra d'una ciutat (generalment les nacions no venen les seves ciutats però en cas d'estar fortament atacades poden accedir a fer-ho) fins a la compravenda de recursos estratègics o de luxe.

- Es va crear el concepte de transport aeri. Ara, quan hi ha aeroports entre ciutats, és possible traslladar d'una ciutat a una altra, sense importar la distància, una unitat per torn entre dos aeroports, tret que existeixi un bloqueig aeri per part de tropes enemigues, és a dir, que unitats d'una nació enemiga (en guerra) es trobin a la rodalia de la ruta per on viatjarien els transports.

- Es va crear el concepte de bloqueig naval. Per a construir rutes comercials marítimes es necessita línia de visió entre les ciutats (costaneres) participants. Si existeixen tropes navals d'una nació enemiga (en guerra) en la ruta, es considera bloqueig naval i se suspèn la ruta de comerç.

- Es va crear el concepte d'exèrcit. D'aquesta manera, és possible agrupar tres o fins a quatre unitats (si s'ha fet la petita meravella cridada El Pentàgon) que, per a efectes de resistència i desplaçament, seran com una sola unitat. Els exèrcits es poden crear solament amb un Gran Líder o si la civilització ha creat la petita meravella anomenada Acadèmia militar. Els grans líders neixen de batalles en què una unitat d'elit surt vencedora.

Aquest videojoc compta amb dues expansions anomenades Play The World i Conquests.
- Play the world porta l'opció de joc en mode multijugador amb la característica principal que és possible jugar-ho en temps real i no basat en torns com les anteriors versions. A més de noves tropes i imatges, inclou dos nous modes de joc: regicidi i eliminació. En regicidi existeix una nova tropa, el rei o la reina, i l'objectiu del joc és destruir el monarca enemic.

- Conquest inclou més mapes, tipus de govern (Feixisme, imperialisme, consell tribal, feudalisme), nous especialistes en la ciutat (unitats de policia i enginyers civils), més recursos, més meravelles, més civilitzacions, noves característiques del mapa (com volcans) i algunes noves habilitats per a les tropes com són els esclavisme i els atacs silenciosos (stealth attack).

### Civilization III Conquests
Es tracta d'una continuació i extensió del primer Civilization III. Conté set noves civilitzacions (hitites, sumeris, holandesos, bizantins, maies, inques i portuguesos), a més de nombroses unitats, tecnologies i millores noves. El més destacat del joc és la integració de campanyes preparades que recreen diferents èpoques de la història, sent les més importants el naixement i la caiguda de Roma, l'època de Napoleó i la II Guerra Mundial.

### Civilization IV
Desenvolupat per Firaxis i publicat per 2k Games el 25 d'octubre del 2005, a l'agost del 2006 és l'última seqüela del joc. Conté tot el bagatge d'experiències de les versions prèvies de Civilization així com noves millores que incorporen més responsabilitats al joc. Des de cert punt de vista, cada vegada és més difícil el joc doncs cada vegada hi ha més elements a tenir en compte. Al Civ 4 es destaquen les següents millores i característiques noves: 
- Animacions. Les tropes i l'entorn del joc ara són completament animades, Els rius tenen moviment, les millores al terreny i les tropes es mouen de manera més realista. Addicionalment hi ha Zoom que permet visualitzar el joc des d'una perspectiva espacial o amb cert angle d'inclinació. D'igual manera ara existeixen animals salvatges que fan l'exploració més perillosa.

- Dos líders per cada civilització. Ara per a algunes civilitzacions hi ha dos líders, entre els quals triar, cadascun amb característiques diferents que fan que no sigui el mateix triar a qualsevol dels dos per a realitzar una campanya de joc.

- L'arbre de tecnologies té regles diferents. D'aquesta manera és possible descobrir un avanç per diferents rutes i les tribus bàrbares poden fer ús de les ciutats capturades.

- Apareix el concepte de religió. Ara, durant l'arbre de coneixements s'incorporaró el descobriment de set religions (budisme, cristianisme, confucianisme, hinduisme, islamisme, judaisme, daoisme) les quals podran ser acollides per la població de les ciutats per a maximitzar el nacionalisme i/o per a controlar a la població. Es poden crear missioners que viatgen entre les ciutats per a difondre la religió. Una civilització pot tenir diferents religions entre la seva població i al seu torn poden haver-hi diferents temples per a cada religió així com profetes i ciutats sagrades. Les ciutats sagrades són aquelles on es funda la religió i en elles es pot construir el temple principal de dita religió. La ciutat sagrada té un gran avantatge: Pot veure totes les ciutats amb temples que adoren al religió i rep or d'aquests temples, encara que siguin d'una altra civilització.

- Apareix el concepte de ciutadans grandiosos per a reemplaçar el concepte del Gran Líder. És possible construir unitats grandioses com Great Merchant (mercaders grandiosos que són capaços de fer viatges en els quals obtenen molts més diners per càrrega del normal), Great Artists (artistes grandiosos que poden augmentar enormement la cultura d'una ciutat o Great Prophets (profetes grandiosos que poden construir ràpidament temples de la seva religió en una ciutat).

- Apareixen el concepte de promoció entre les tropes. D'aquesta manera les tropes, en la mesura en què guanyin més batalles podran ser promocionades a diferents nivells d'experiència en els quals podran millorar les seves característica defensives, ofensives, de curació (capacitat de guarir tropes amigues), de moviment, etc. Com s'ha esmentat abans, existeix una expansió cridada Warlords, la qual introdueix alguns elements nous, així com certes millores:

- Cap militar. Un nou tipus de ciutadà grandiós que es pot obtenir de diverses formes, el qual permet la creació d'una Acadèmia Militar en una ciutat, augmentar el nivell d'experiència (permet promocionar) a tropes o liderar un grup d'unitats militars.

- Noves civilitzacions. Apareixen noves civilitzacions, principalment bèl·liques, com els vikings o els cartaginesos i nous líders per a algunes de les ja existents com Churchill o Octavi August

- Edificis específics. De la mateix manera que a Civilization III hi havia unitats específiques per a diferents països, en aquesta expansió s'han introduït edificis específics que atorguen una certa millora en un camp concret (major producció de cultura, millor comerç, bonificació defensiva, etc.)

- Noves meravelles. També s'introdueixen tres noves meravelles del món: la Gran Muralla Xinesa, el Temple d'Artemisa i la Universitat de Sankore.

- Vassallatge. Aquest nou concepte permet que un estat que es converteixi en vassall d'un altre més poderós, podent fer-se com una capitulació després d'una guerra o per iniciativa pròpia, aportant aspectes positius i negatius tant a l'estat vassall com a l'estat senyor. D'altra banda, l'expansió inclou l'actualització de la versió del joc original, en on se solucionen problemes d'incompatibilitat que tenia el joc amb targetes gràfiques de la marca ATI, problema que fins i tot ca haver d'introduir una guia explicativa amb un procediment alternatiu per a la solució d'aquest problema en la pàgina Web oficial del joc.

## Jocs similars
Alguns videojocs moderns similars al Civilization de Sid Meier són el "Civilization: Call To Power", "Call To Power II" (la continuació de l'anterior), "Freeciv" (versió Linux de Civilization II) i "Alpha Centauri" (també de Sid Meier).